# Tony Palmer

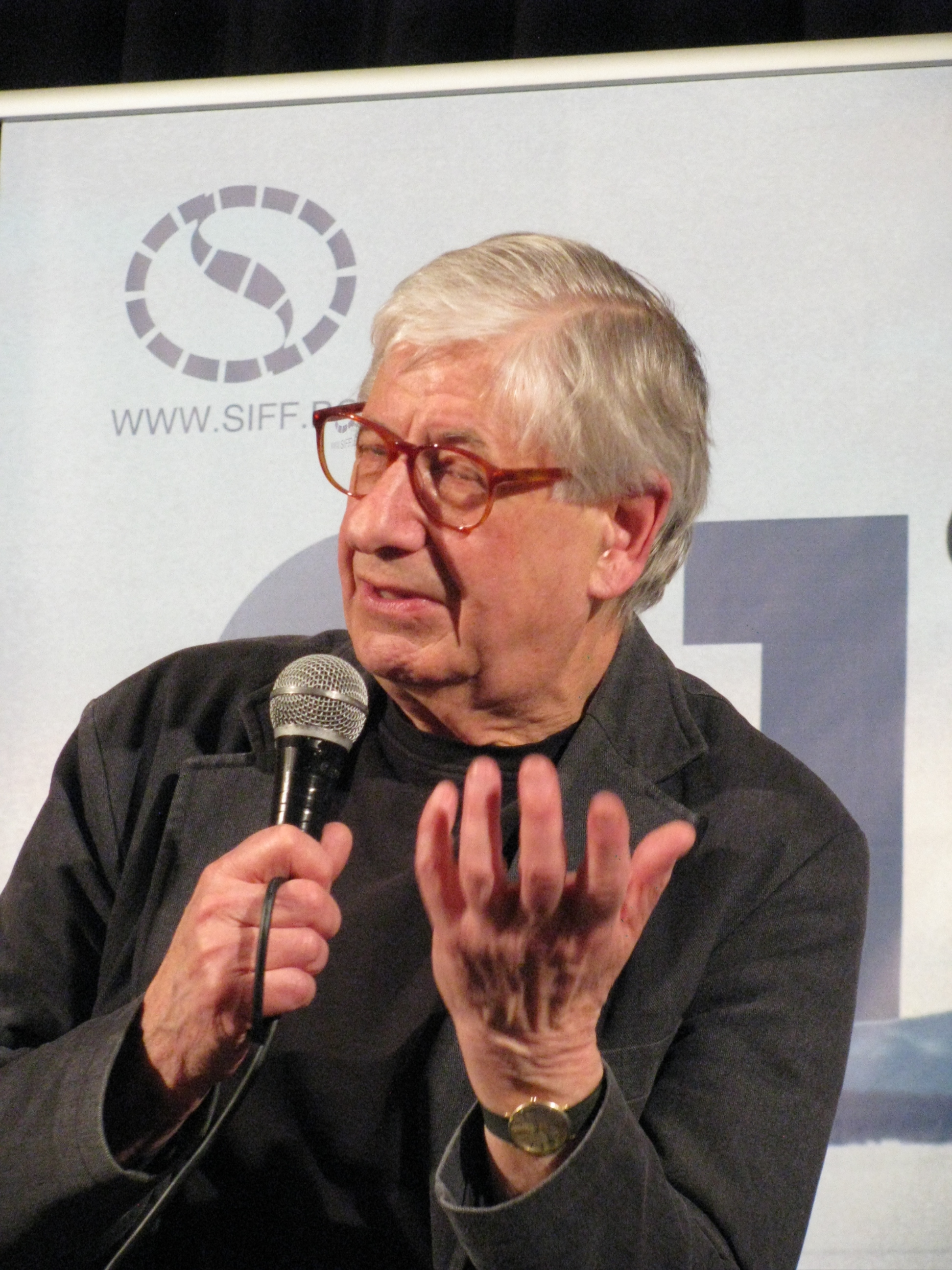
Tony Palmer

Tony Palmer foöd 29 augusti 1941 är en brittisk regissör som specialiserat sig på att göra dokumentärfilmer inom musik. över 100 filmer i sin verkförteckning, bl.a. uppmärksammade filmporträtt av William Walton, Benjamin Britten, Stravinskij, Richard Wagner, Sjostakovitj enligt omarbetad Solomon Volkovs Vittnesmål/Testimony, Henryk Górecki, Maria Callas, Yehudi Menuhin. 
Han har även regisserat ett flertal operauppsättningar.
Palmer har fått över 40 internationella priser, bl.a. 10 guldmedaljer vid New York Film & Television Festival, flera BAFTA (British Academy of Film & Television) och EMMY nomineringar och priser, och som den ende personen är han dubbelvinnare av Prix Italia.